# NGC 7799
NGC 7799 је појединачна звезда у сазвежђу Пегаз која се налази на NGC листи објеката дубоког неба.
Деклинација објекта је + 31° 17' 46" а ректасцензија 23h 59m 31,5s. Привидна величина (магнитуда) објекта NGC 7799 износи 12,3 а фотографска магнитуда 14,9.